# Tom Hawkins
Thomas Jerome Hawkins, detto Tom (Chicago, 22 dicembre 1936 – Malibù, 16 agosto 2017), è stato un cestista statunitense, professionista nella NBA.

## Carriera
Venne selezionato dai Minneapolis Lakers al primo giro del Draft NBA 1959 (3ª scelta assoluta).

## Palmarès
- NCAA AP All-America Second Team (1959)
- NCAA AP All-America Third Team (1958)